# 徐小明 (台灣)
徐小明（1955年—），台灣電影導演、製片。高雄市人，世新電影科畢業。近年已將重心轉向中國大陸。

## 作品年表 獲獎記錄

### 導演
- 1992年《少年吔，安啦！》（編劇、導演），加拿大多倫多電影節特別提及獎、臺灣金馬獎最佳音效獎。
- 1994年《去年冬天》（監製、導演），荷蘭鹿特丹電影節亞洲推廣聯盟最佳影片獎。
- 1996年《夏日午后》（導演），臺灣公共電視臺館藏。
- 1997年紀錄片《望鄉》（監製、編劇、導演），德國柏林電影節人道精神獎、日本山形電影節國際影評人獎、夏威夷電影節最佳紀錄片獎、臺灣金馬獎最佳紀錄片獎。
- 1998年《曾經》（公視連續劇）（監製、導演），臺灣電視金鐘獎最佳連續劇獎、最佳音效獎。
- 2004年《五月之戀》（監製、導演）。

### 副導演
- 1985年《童年往事》
- 1988年《雪在燒》

### 監製
- 1997年《侯孝賢畫像》（製片人，Olivier Assayas導演），入選包含威尼斯等國際影展二十余項。
- 2001年《愛你愛我》（監製，林正盛導演），德國柏林電影節最佳導演銀熊獎、最佳新晉女演員獎。
- 2001年《十七歲的單車》（編劇、監製，王小帥導演），德國柏林電影節評審團大獎銀熊獎、最佳新晉男演員獎。
- 2002年《藍色大門》（監製，易智言導演），斯洛伐克影展最佳導演獎。
- 2003年《二弟》（監製、王小帥導演），入選法國嘎納電影節“一種注目”單元。
- 2006年《馬背上的法庭》（監製，劉傑導演），義大利威尼斯電影節地平線最佳影片獎。
- 2007年紀錄片《傘》（監製，杜海濱導演），法國真實電影節特別提及獎。
- 2007年紀錄片《我最後的秘密》（監製，黎曉峰導演）。
- 2007年紀錄片《父親》（監製，張軍虎導演），中國搜狐電影大獎。
- 2008年《八佰棒》
- 2009年《我的唐朝兄弟》（監製，楊樹鵬導演），澳門國際電影節最佳新導演獎。
- 2009年紀錄片《1428》（監製，杜海濱導演），義大利威尼斯影展地平線最佳紀錄片獎。
- 2009年《夜郎》（監製，劉勇鴻導演），香港電影節新世代數位影像大獎。
- 2010年《日照重慶》（監製，王小帥導演），入選法國坎城影展主競賽單元。
- 2012年《雞蛋和石頭》（監製、黃驥導演），荷蘭鹿特丹電影節最佳影片“金虎獎”；【塔爾科夫斯基·鏡子】電影節，榮獲最佳影片大獎。（2013）
- 2012年《匹夫》（監製，楊樹鵬導演）。
- 2013年《春夢》（監製，楊荔鈉導演），入選荷蘭鹿特丹電影節“金虎獎”競賽。

## 外部連結
- 徐小明在互联网电影资料库（IMDb）上的資料（英文）（英文）
- 在AllMovie上徐小明的頁面（英文）
- 徐小明在香港影庫上的簡介
- 徐小明在豆瓣上的资料（简体中文）
- 徐小明在时光网上的簡介（简体中文）
- 台灣電影筆記:徐小明[永久]